# 2017년 샌프란시스코 자이언츠 시즌
2017년 샌프란시스코 자이언츠 시즌은 샌프란시스코 자이언츠가 메이저리그에 참가한 2017년 시즌이다. 브루스 보치 감독이 팀을 이끈 11번째 시즌으로, 황재균이 뛴 시즌이기도 하다. 팀은 내셔널리그 시즌 최하위에 그쳤다.

## 선수단
- 선발투수 : 범가너, 사마드지야, 쿠에토, 블락, 수아레즈, 무어, 케인
- 구원투수 : 기어린, 스트릭랜드, 스트래턴, 콘토스, 크릭, 모론타, 로, 슬라니아, R.고메즈, 모리스, 오커트, 오시치, 라미레즈
- 마무리투수 : 다이슨, 멜란슨
- 포수 : 포지, 헌들리, 페데로위츠
- 1루수 : 벨트, 모스
- 2루수 : 패닉, 누네즈, 힐
- 유격수 : 크로포드, 칼릭스테
- 3루수 : 톰린슨, M.고메즈, 황재균, 산도발, 아로요, 길라스피, 존스
- 좌익수 : 파커, 윌리엄슨, 머레로, 스판
- 중견수 : 스터브스, 에르난데스
- 우익수 : 펜스, 슬레이터, 몬크리프, 루지아노

## 같이 보기
- 2005년 뉴욕 메츠 시즌
- 2024년 샌프란시스코 자이언츠 시즌